# Filippo Artico
Filippo Antonio Artico (Ceneda, hoje parte de Vittorio Veneto, 17 de fevereiro de 1798 — Roma, 21 de dezembro de 1859) foi um nobre, mecenas, literato, pregador e bispo católico italiano, titular da Diocese de Asti, com direito ao título secular de príncipe.
Dotado de uma grande cultura e persuasiva oratória, fez-se também notar como latinista, poeta, escritor e tradutor de mérito, sendo recebido na prestigiada Academia da Arcádia, além de reunir multidões para ouvir seus sermões nas principais cidades do norte da Itália. Foi muito louvado por seu zelo pastoral e por suas atividades filantrópicas em Ceneda e Asti, fundando, restaurando ou embelezando igrejas, criando escolas, um seminário, asilos para órfãos e pobres e outras obras. Em 1847 entrou em conflito com influentes políticos liberais, numa época em que a Igreja e o Estado disputavam o poder, e acabou se tornando o centro de uma polêmica pública que se estendeu por dez anos. Apesar de contar com o apoio do papa, do rei, de muitos clérigos de alto escalão e da maior parte da população de Asti, não resistiu à continuada pressão e renunciou ao episcopado no início de 1858, falecendo no fim de 1859.

## Biografia

### Família

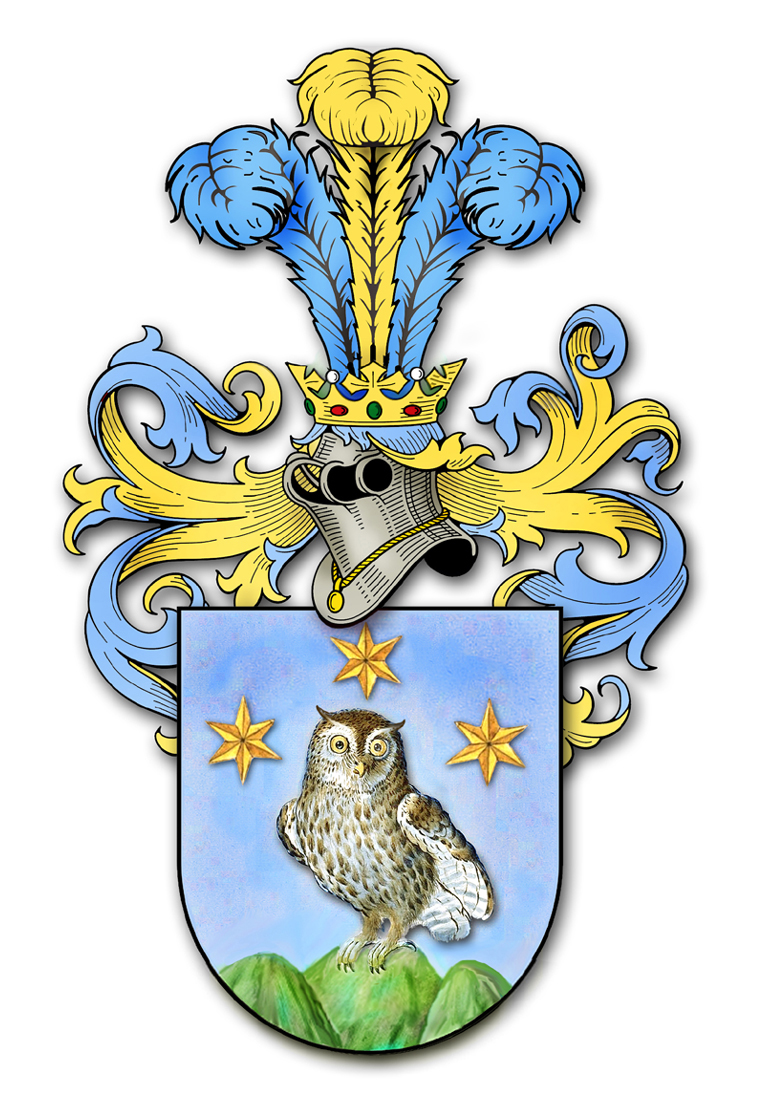
Brasão da família Artico de Ceneda.

Nasceu em Ceneda em 17 de fevereiro de 1798, filho de Antonio Artico e Laura Braido, sendo batizado no dia 18 pelo seu parente dom Osvaldo Artico. Teve os irmãos Antonio (1796), Caterina (1799), Marianna (1801) e Pietro (1802).
Sua família era nobre e antiga, atestada em Ceneda desde o início do século XIV, onde produziram uma série de notários, conselheiros, deputados, oficiais administrativos, e personalidades como Hieronimo, embaixador em Veneza; Alessandro, arquiteto militar, um dos encarregados da reforma do Castelo de Ceneda; Tiziano, pároco de Santa Catarina, e seu filho natural Giovanni Maria, pároco em Bosco e vice-reitor da Igreja de São Martino; Pietro, biógrafo do cardeal Savo Mellino; Paolo, engenheiro-chefe do Castelo de Serravalle; Michele, fundador de uma serraria que hoje é o grande Grupo Pianca; Federico, patrício co-fundador de um mosteiro feminino e presidente da sociedade beneficente Monte di Pietà; Valentino, filho do patrício Federico, monge franciscano conhecido como Francisco de Ceneda, admirado pelo seu zelo e virtudes, e seu irmão o venerável Angelo, também franciscano, que professou com o nome Angelo Bertoia, pregador, mestre dos noviços do Convento de Ceneda, custódio do Capítulo de Feltre e místico devotado à contemplação e à penitência, seus contemporâneos o compararam a um anjo e lhe atribuíram milagres e os dons da profecia e da levitação.

### Primeiros anos
Órfão de pai muito cedo, foi protegido pelo bispo de Ceneda Giambenedetto Falier, que providenciou sua educação na Universidade de Pádua. Estudou os Clássicos e Humanidades e obteve com louvores o grau de Doutor em Teologia. Foi ordenado padre aos 21 anos e a partir de 1821 deu aulas de Grego, Retórica Latina e Italiana, Filosofia, Teologia e Filologia Latina no Seminário Episcopal. Personalidade brilhante, logo se destacou e acumulou títulos e funções de prestígio e influência. Ainda jovem foi nomeado cônego da Catedral de Ceneda e inspetor teologal do Capítulo da Catedral, e depois recebeu do papa Gregório XVI os títulos de prelado doméstico e cavaleiro-comendador da Ordem dos Santos Maurício e Lázaro. A cidade de Bassano del Grappa homenageou-o com um retrato, que ele doou à sua cidade natal junto com um candelabro dourado. Também recebeu o título de Professor Emérito do Seminário de Ceneda e exerceu o cargo de examinador sinodal da Diocese. Em 1839 o papa o nomeou camareiro secreto supranumerário com direito ao hábito púrpura. Construiu o Tempietto di San Rocco, uma igreja em estilo neoclássico, em terras que pertenciam à sua família, e anexou-lhe um orfanato.

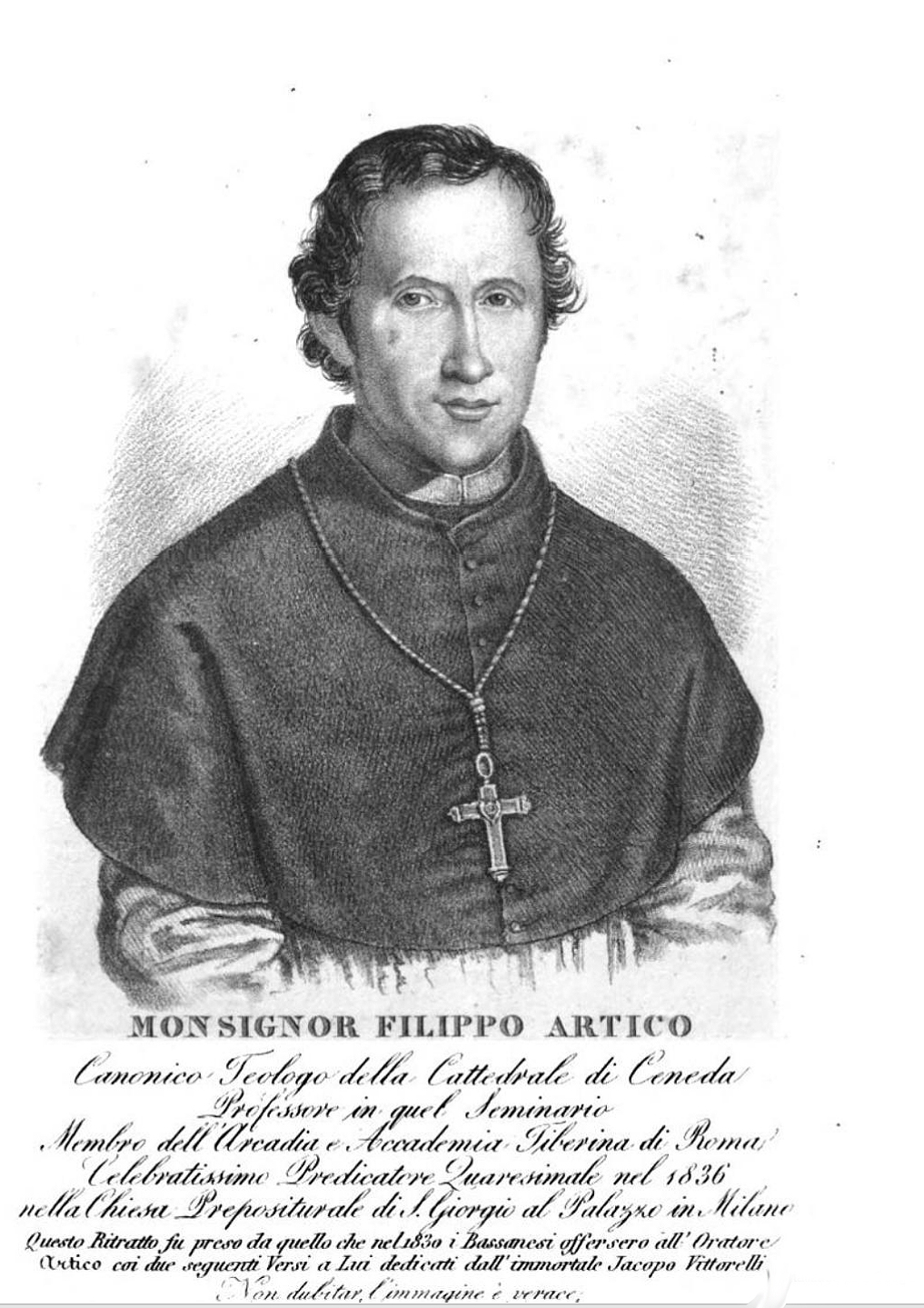
Filippo Artico em 1830, cópia da pintura ofertada pela cidade de Bassano

Foi louvado por Paolo Zolli como "pregador famosíssimo" e "poeta valente, especialmente com seus hinos sacros", e foi ilustrado classicista. Inaugurou a Academia Literária do Seminário de Ceneda, foi sócio ativo da Academia dos Filoglotas de Castelfranco e manteve correspondência com figuras políticas e intelectuais proeminentes de sua época, como Cesare Balbo, Silvio Pellico, Jacopo Bernardi, Antonio Cesari, Vincenzo Gioberti, Angelo Mai, Iacopo Vittorelli, Pier Alessandro Paravia, Marco Mastrofini e Angelo Dalmistro.
Segundo Claudio Bermond, era "homem de grande cultura e dotado de grandes capacidades de oratória". Pregou em Viena e nas principais cidades italianas. Seus sermões causaram forte impacto em Milão, sendo homenageado com uma coletânea de poemas de vários autores reunidos pelo professor Arcangelo Martinelli. No prefácio, Cesare Cesana, preposto paroquial de San Giorgio al Palazzo, enalteceu-lhe a "retórica triunfante" que atraía massas de devotos todos os dias, incluindo a flor da sociedade local, comovendo-os às lágrimas. Também seus sermões em Veneza foram homenageados com uma coletânea de poesias editada por Marco Foscolo. Foi recebido na Academia Tiberina, da qual participou assiduamente, e em 3 de junho de 1835 na prestigiada Academia da Arcádia de Roma, que reunia a elite literária e intelectual italiana. Um artigo no Nuovo Osservatore Veneziano dá uma medida de sua reputação:

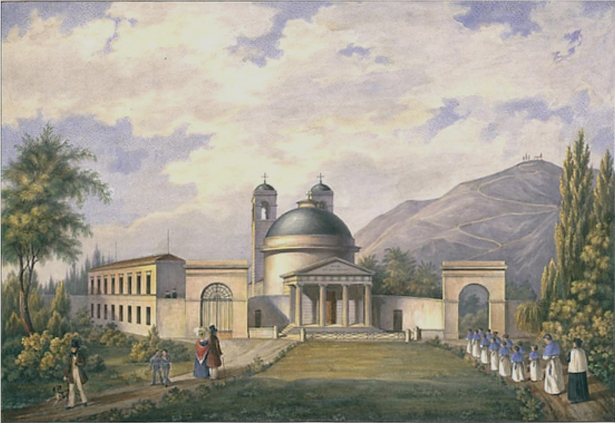
O Tempietto e Orfanotrófio de San Rocco que construiu em Ceneda.

"Também entre os Árcades fez luminosa aparição o claríssimo professor dom Filippo Artico de Ceneda, cônego teologal daquela Catedral e doutor na Sagrada Teologia. Convidado pela Arcádia para abrir com um Discurso acadêmico a assembleia geral realizada na Sala do Observatório em 7 de maio passado, e também para encerrá-la com um Ensaio poético, [suas apresentações] confirmaram a fama universal que merece esta Arca de São Lourenço em Dâmaso,Ver nota:  que com seu agudo e versátil engenho se distingue ao mesmo tempo como Orador e Poeta. Bem digno de um Literato Eclesiástico e de uma Academia Romana foi o argumento do seu Discurso, celebrando as riquezas acrescentadas pela Religião Católica à Literatura Italiana. Desenvolveu maravilhosamente o grande argumento com uma erudição vasta, animou-o com rara habilidade, e o coloriu com pinceladas de mestre.
"A flor da Literatura Romana acorreu para ouvi-lo, e o salão foi pequeno para conter o público extraordinário, ilustrado pela presença dos eminentíssimos senhores Cardeal Pedicini e Cardeal Grimaldi. Os aplausos solenes e repetidos que coroaram as fatigas do Cônego Artico deram fé pública do entusiasmo com que foi acolhido, e da ansiedade que todos expressaram por ver seus discursos publicados. Também louvadíssimo foi o sentimento com que falou da sua Ceneda e do seu Seminário, e nos congratulamos com sua Pátria pelos multiplicados lauréis que lhes acrescentou aquele Pregador, Acadêmico e Poeta, ilustre vosso concidadão, o qual acrescenta agora a glória e o desejo de que nesta Capital ele fixe morada, onde por ele clamamos, de novo e sempre, nós, os Templos e as Academias.
"Entre os belos poemas recitados por outros árcades, muito agradou ao público uma ode latina dedicada ao mérito do celebradíssimo pregador o Cônego Artico, o que foi uma nova coroa que Roma depositou em honra ao seu valor entre as luzes solenes desta assembleia de doutos".

### Episcopado

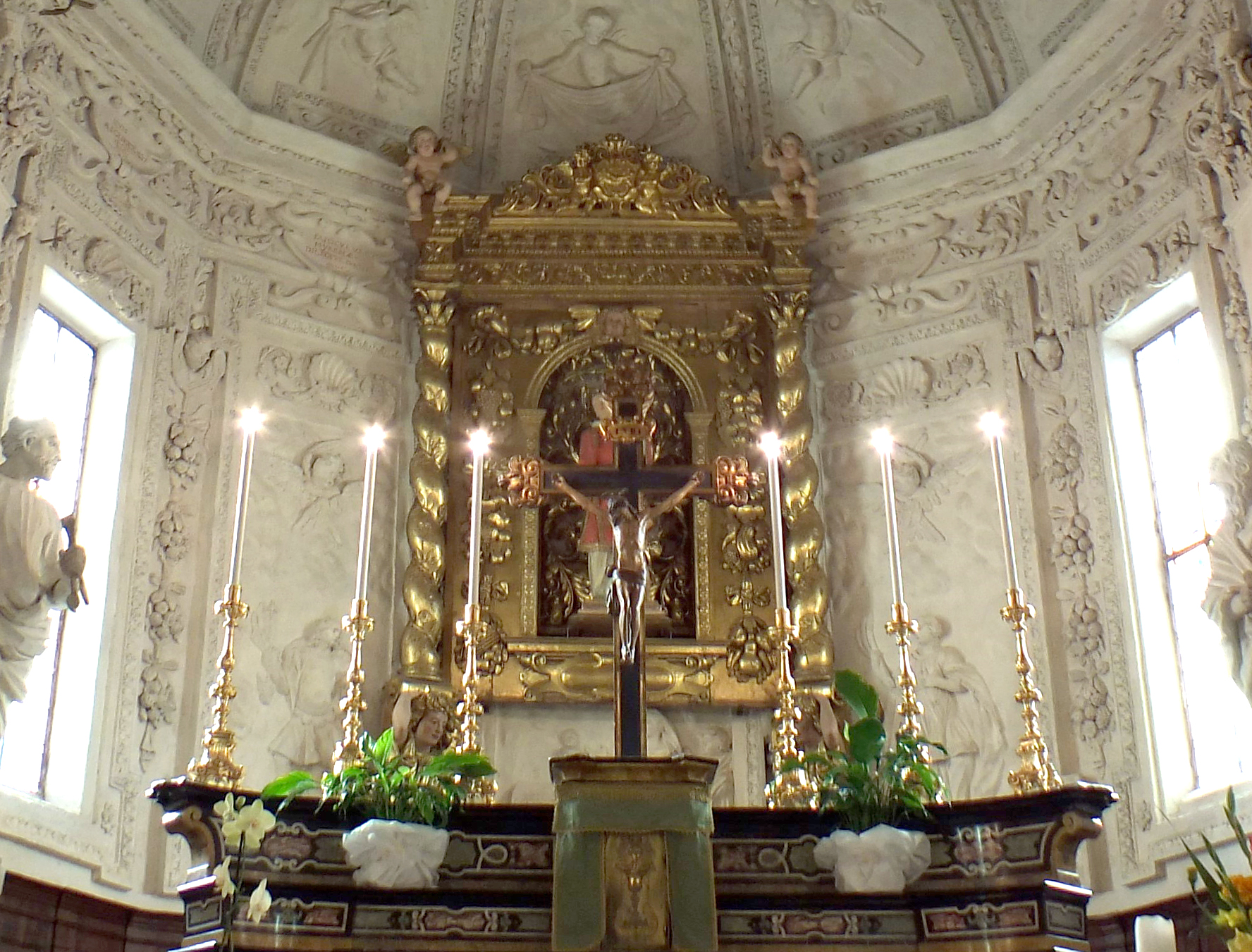
O altar entalhado doado por Filippo Artico à Igreja de São Lourenço em Camerano

Quando pregou em Turim chamou a atenção de Carlos Alberto de Savoia, rei da Sardenha, que o nomeou pregador da Corte e o indicou para a Diocese de Asti em 28 de abril de 1840. Foi aprovado pelo Consistório de Roma em 14 de dezembro e sagrado bispo na Basílica de São Pedro, em 27 de dezembro. Os bispos de Asti tinham também direito ao título e dignidade de príncipe, privilégio concedido em 1784 pelo rei da Sardenha como compensação pelo confisco dos antigos feudos episcopais. O titulo era acompanhado de uma substancial pensão anual de 12 mil liras, mas não tinha nenhuma jurisdição temporal. Tomou posse por procuração em 17 de março de 1841 e entrou em Asti no dia 25. Na sequência dos bispos de Asti é listado como Filippo II. A entrada foi triunfal, sendo festejado por uma multidão, e recebeu novos louvores arrebatados em três coletâneas que reuniram dezenas de poemas de vários autores assinalando suas distintas qualidades pessoais e a antiguidade e nobreza de sua família. O advogado Virginio Tonso dedicou-lhe o tratado A influência da religião cristã sobre a legislação antiga e moderna.

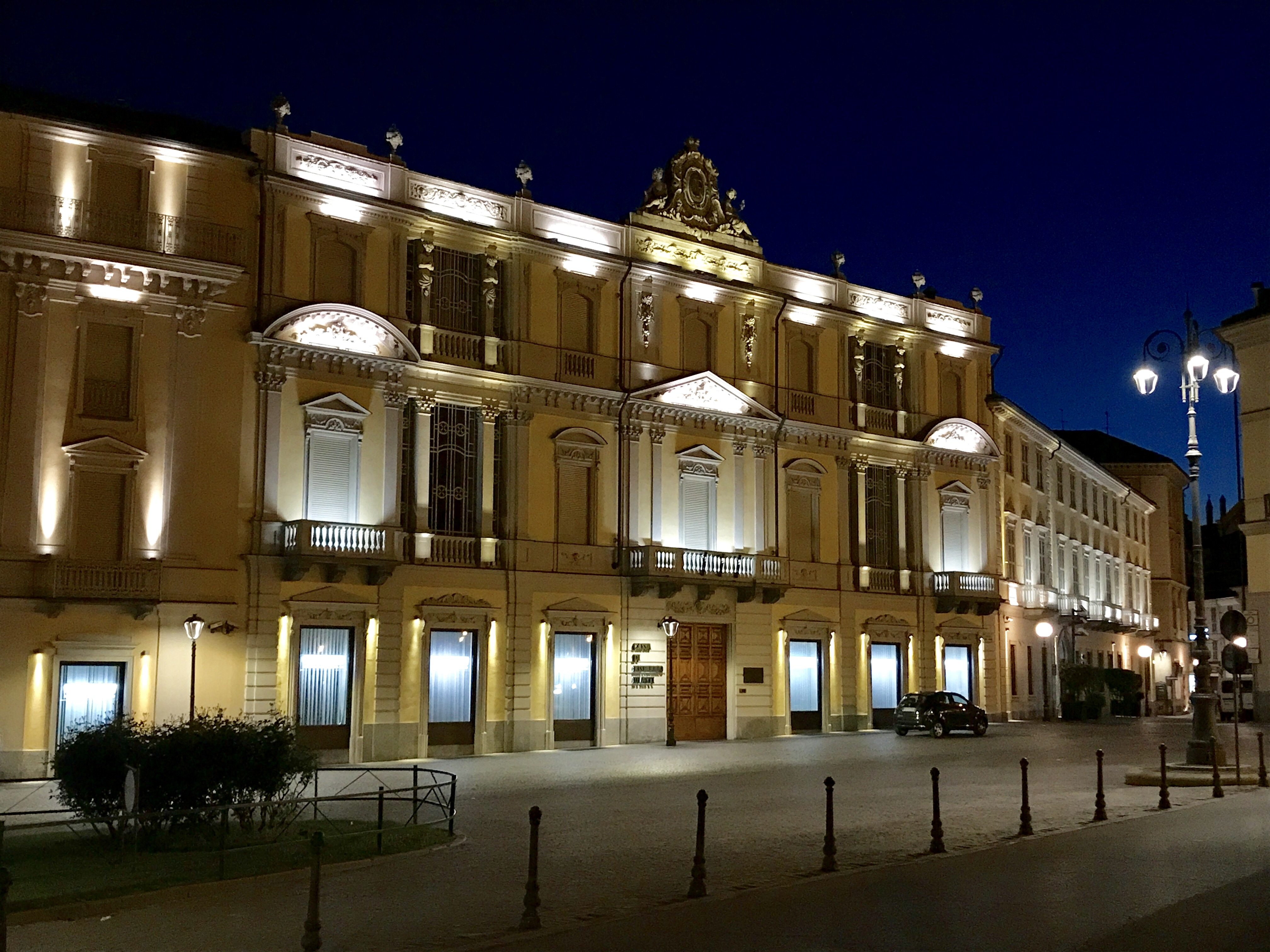
Sede da Caixa de Poupança de Asti, fundada em cooperação com o bispo

Sensível aos problemas sociais, desde antes de sua eleição pregou em defesa dos pobres instando que os ricos se interessassem por eles e os socorressem, e como bispo deu generoso apoio financeiro a soldados recrutados para as guerras do período e seus familiares, recolheu em seu palácio refugiados lombardos e vênetos, criou escolas populares noturnas em todas as paróquias da Diocese e, junto com o intendente provincial o cavaleiro Serra, promoveu a fundação da Caixa de Poupança de Asti para proteção das economias dos pobres, iniciativa que recebeu amplo apoio da elite local. Incentivou um bom preparo dos sacerdotes, enriquecendo o currículo do Seminário Episcopal com os cursos de Direito Canônico e Direito Francês, e criando um Seminário Menor instalado no Castelo de Camerano, que comprara da família Balbo, onde conduziu os cursos de Retórica e Gramática. Foi patrono da Igreja Paroquial de São Lourenço em Camerano, para a qual doou relicários, um baldaquino e o altar de talha dourada, além de reformar a capela da Virgem Dolorosa, a sacristia e a casa canônica; restaurou a Igreja da Beata Virgem da Neve em Camerano e construiu o adro e a sacristia, construiu a Igreja de São Filipe Néri, e ressuscitou a Compagnia di San Secondo, uma irmandade leiga suprimida por Napoleão, assumindo sua presidência.  Em 1843, visitando Ceneda, fundou um asilo para padres pobres junto ao seu orfanato, e manteve constante atividade filantrópica na sua cidade natal.

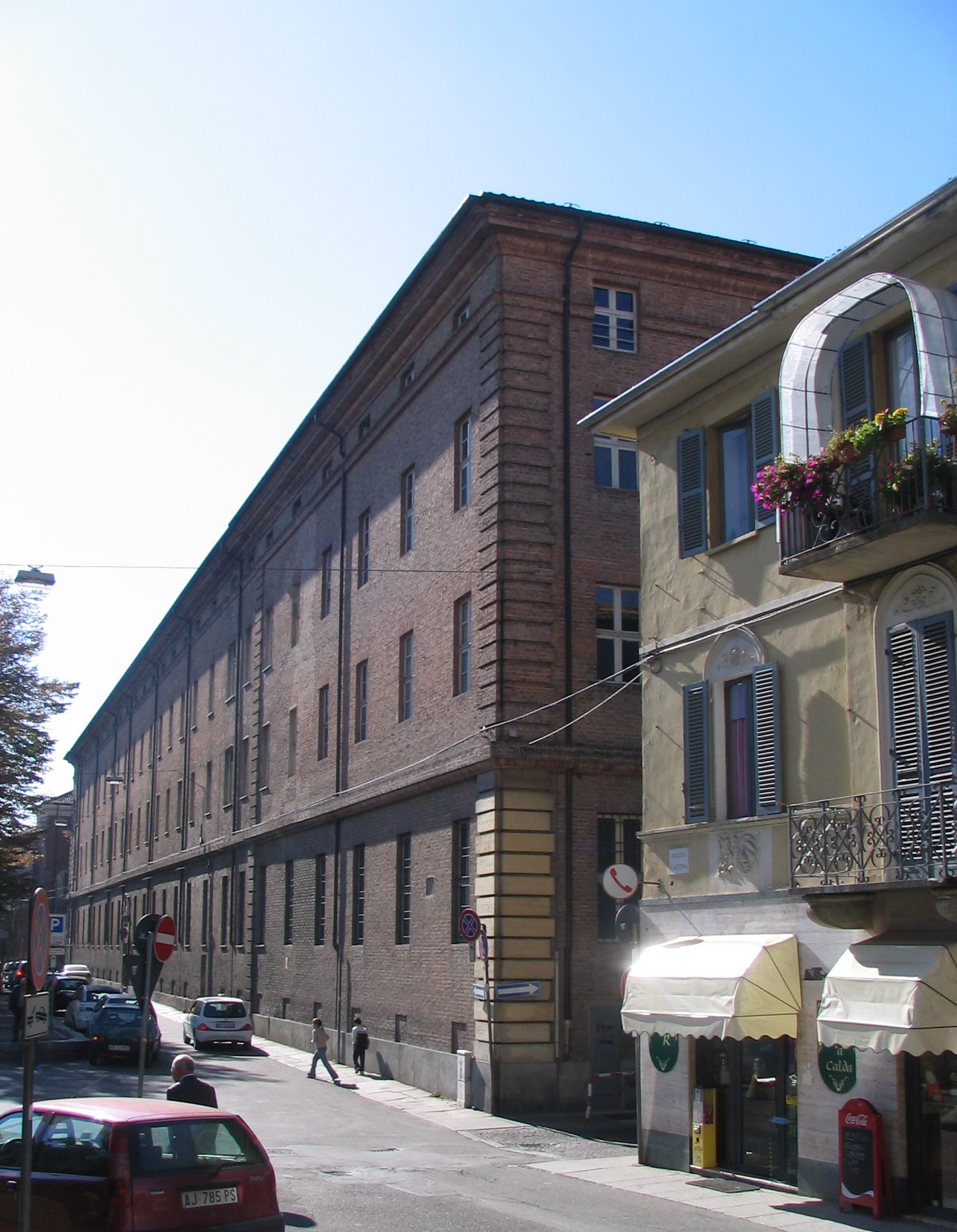
O Seminário Episcopal de Asti

Foi louvado muitas vezes pelas suas profícuas atividades pastorais, sociais e culturais. Diz Giuseppe Mongibello que "depois de ter percorrido com universal admiração a carreira oratória, [...] empenhou-se completamente no bom governo da sua Diocese, e com escritos e com a voz animou o seu clero e edificou o seu povo". O trabalho que desenvolvia nos seminários foi muito elogiado por Silvio Pellico em um poema, procurou reforçar a disciplina eclesiástica e estimulou a leitura da obra de Santo Afonso de Ligório entre o povo. Sua atuação de modo geral foi muito proveitosa nos seus primeiros anos de pontificado, favorecida pelo bom relacionamento que manteve com os burocratas, a burguesia e a nobreza de Asti, bem como pela amizade que lhe dedicava a família real, com quem manteve frequente contato, sendo convidado várias vezes a visitar e pregar em Turim.
Esta situação mudaria a partir de 1847, quando suas posições políticas despertaram a oposição de liberais radicais, que passaram a organizar uma intensa campanha de calúnias, injúrias e difamação contra ele. Foi acusado de vários crimes morais e sexuais e de sacrilégio, e caiu em desgraça. Embora ainda contasse com o apoio do rei, do papa, no núncio apostólico, de todos os bispos da Província de Turim, dos professores, do clero e do síndico de Asti e da maior parte da população astigiana, pequenos grupos populares organizaram motins, seu palácio foi apedrejado, e o brasão episcopal instalado na praça do mercado foi picado.
Muitos artigos foram publicados na imprensa da época denunciando as acusações como falsas, apresentadas anonimamente ou sob assinatura de pessoas já mortas, e inquéritos de acusadores identificados revelaram contradições e mentiras óbvias, mas outros tantos artigos as apoiavam, especialmente do jornal Opinione, que sustentou uma campanha contra ele com o apoio de membros influentes do Ministério e da Câmara de Deputados. O cardeal Giacomo Antonelli, Secretário de Estado do Vaticano, defendeu-o diante do ministro Giuseppe Siccardi, que tentava obter seu afastamento, dizendo que Artico era homem de vida austera, clérigo excelente, luminar esplendoroso inspirado por princípios sadios, e amigo de personalidades finamente educadas, considerando as acusações pura maledicência. Apesar das muitas defesas que teve, em 1849 foi decretada a abertura de um processo judicial pelo juiz de Apelações de Turim. O processo foi denunciado como ilegal e inválido e gerou um escândalo, mas teve continuidade e acabou levado ao Senado. O bispo não foi nem interrogado e nem se defendeu no julgamento, e mesmo assim foi absolvido por falta de provas e irregularidades na instrução do processo, veredito confirmado pelo Ministério da Justiça. De acordo com Alberto Sonego, "é muito claro o motivo pelo qual Artico foi considerado um inimigo daqueles que estavam tentando construir um Reino da Sardenha laico, liberal e sobretudo independente da mão da Igreja: as suas cartas a amigos, eclesiásticos e ao povo testemunham de modo inequívoco sua vizinhança com a ala intransigente e reacionária do clero". Para Claudio Bermond, o bispo era "intransigente do ponto de vista teológico e conservador moderado no âmbito político".
De pouco valeu a decisão judicial. Acusações continuaram sendo publicadas, e em abril de 1850 todo o contexto se tornou mais grave com o rompimento das relações diplomáticas entre a Santa Sé e o Estado Piemontês por causa da promulgação das Leis Siccardi, que entre outros efeitos produziram a expropriação de bens da Igreja. Artico, assim como diversos outros bispos, posicionou-se contrário à legislação e os ataques contra ele se renovaram. Embora continuasse governando a Diocese, abandonou seu palácio e passou a viver praticamente recluso no Castelo de Camerano, visitando Asti só ocasionalmente para desempenhar as obrigações que exigiam sua presença, o que deu margem para novos protestos, e o apoio maciço do clero, da aristocracia e da população local que havia tido antes começou a se dissolver. Apesar das dificuldades, ainda em dezembro de 1850 instalou uma Escola de Ciência e Método junto ao Seminário Episcopal, com um currículo de cinco anos. Disse Costantino Dalmasso, inspetor provincial das escolas elementares, que a iniciativa era pioneira em seu gênero no Piemonte, e seria utilíssima para preparar os sacerdotes para enfrentarem os desafios dos tempos modernos.

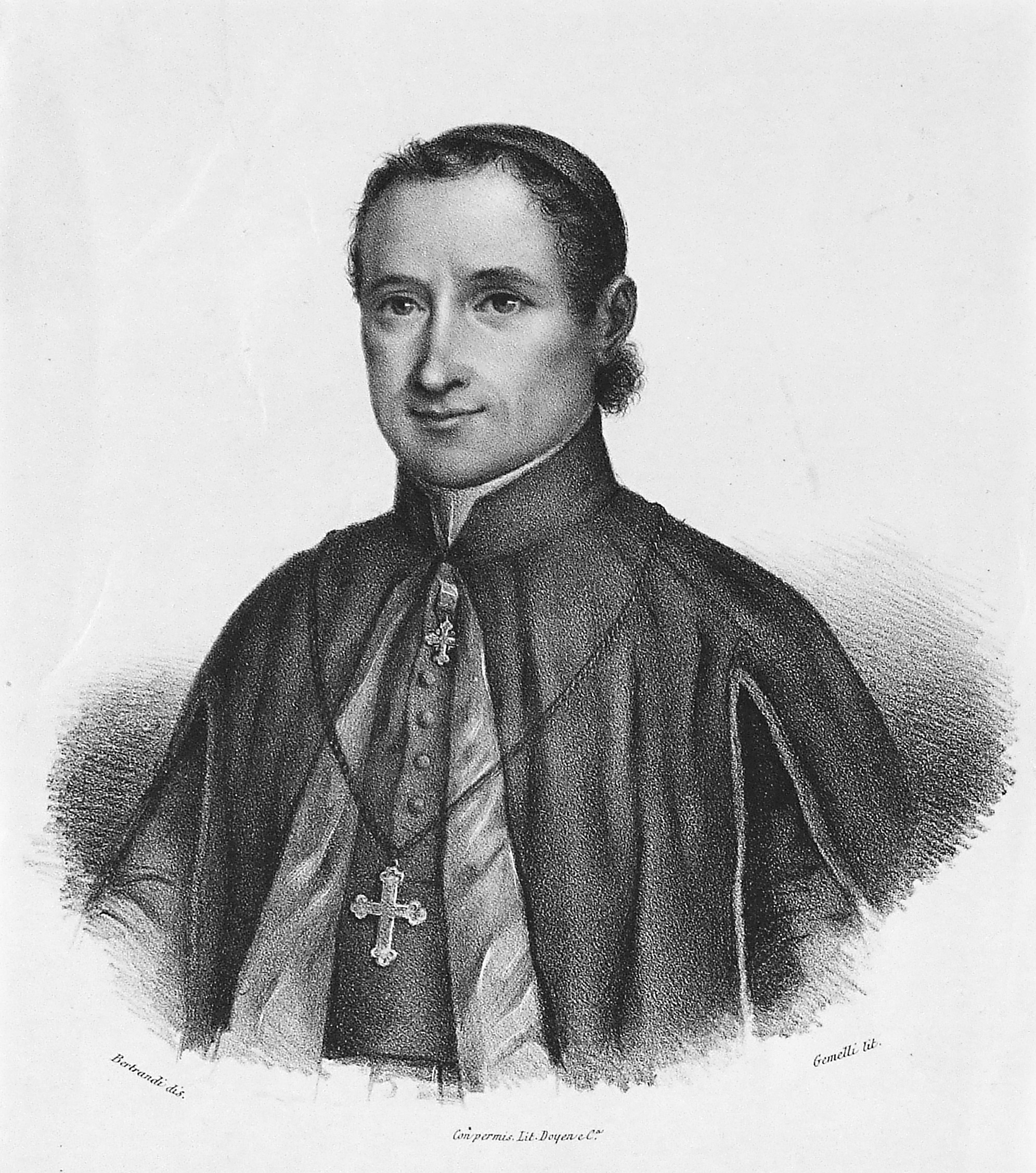
Retrato de Filippo Artico em gravura de Bertrandi & Gemelli

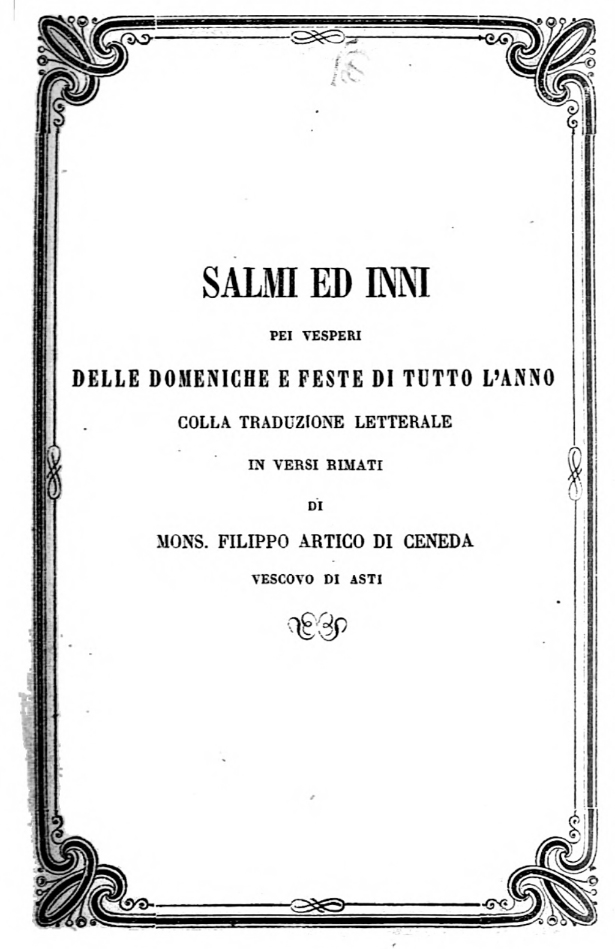
Capa de Salmi ed inni...

Em meados de 1856 sua posição já estava muito enfraquecida, e o próprio Conselho Municipal de Asti publicou uma carta no jornal Il Citadino dizendo que iria fazer uma representação perante as autoridades superiores para que interviessem, ou obrigando o bispo a renunciar, pois havia "perdido todo o prestígio entre o clero e é objeto de desprezo entre outros", ou pelo menos que deixasse de visitar a cidade, pois se continuasse a fazê-lo "seria inevitavelmente causa de escândalos e turbulências". A polêmica na imprensa ganhou novo fôlego e as exigências de renúncia se multiplicaram, mas o bispo recusou-se a deixar o cargo antes que sua inocência fosse plenamente reconhecida. Neste período agitado foi consolado pela constante amizade que lhe dispensava Dom Bosco. Embora ainda gozasse do favor real, em meados de 1857, segundo narrou o ministro Camillo Cavour em sua correspondência, o Ministério estava firmemente decidido a afastá-lo e impedir seu retorno ao Piemonte. Cavour ainda acusou-o de ser a causa do descrédito em que caíra a Diocese.
Artico acabou cedendo, e em 5 dezembro de 1857 enviou uma carta ao ministro Giovanni Antonio Migliorati dizendo que se colocava à disposição da Santa Sé. O rei concordou com sua saída mas estabeleceu que fosse garantida a honra do bispo, concedeu-lhe uma pensão vitalícia de 8 mil liras, e assumiu a quitação de qualquer dívida que pudesse restar, além de indenizá-lo dos gastos que havia feito de seu próprio bolso nos melhoramentos da Diocese e do Seminário. A resolução foi encaminhada ao papa, que a subscreveu sem demora, e o bispo renunciou em fevereiro de 1858. Em seguida recebeu a incumbência de dirigir-se a Roma a fim de servir como mediador na complicada situação das dioceses de Turim e Cagliari, cujos titulares também haviam renunciado, mas as negociações que entabulou não levaram a nada.
Logo caiu doente e passou seus últimos dias recolhido no convento camaldulense anexo à Igreja de São Gregório no Célio. Ainda teve tempo de publicar uma última obra, Salmi ed inni..., pouco antes de falecer em 21 de dezembro de 1859. Por causa da instabilidade político-religiosa, muitas dioceses perderam seus bispos por prisão, perseguição ou exílio, e ficaram vacantes por longos anos. A sede de Asti só recebeu novo titular em 1865. Hoje considera-se que as acusações que sofreu foram injustas e tiveram motivação política. Segundo Loredana Imperio, presidente do Circolo Vittoriese di Ricerche Storiche, "benemérito por vários motivos na sua Ceneda e tão maltratado no Piemonte, [sua vida] ilustra um momento histórico do século XIX, quando os poderes laico e religioso entraram em vivos combates, nos quais muitas vezes os personagens mais meritórios foram vítimas".

## Escritos
Deixou uma obra variada. Editou e mandou publicar às suas custas, com notas de Jacopo Bernardi, um comentário sobre a Eneida de Virgilio do humanista Pietro Leoni, do qual também foi biógrafo. Publicou uma versão em italiano da fábula de Orfeu e Eurídice retirada da Geórgicas de Virgílio, muito elogiada em uma resenha do Giornale sulle Scienze e Lettere delle Provincie Venete; editou La Religione trionfatrice, uma coleção de cinco cantos de alunos seus compostos em honra do bispo Jacopo Monico; editou a ode L'amor filiale de Jacopo Monico, traduziu a Elegia latina de Cornelio Almateo e a transpôs para a forma de uma ode anacreôntica, foi biógrafo do bispo Francesco Panigarola, produziu textos teológicos, uma coleção de poemas alusivos a eventos ocorridos durante a visita do papa Gregório XVI a Ceneda, e editou Salmi ed inni pei vesperi delle domeniche e feste di tutto l'anno, um volume de salmos e hinos latinos para as festas do calendário religioso acompanhados de uma tradução para o italiano em versos rimados com a mesma métrica do original, precedidos de comentários sobre aspectos históricos, teológicos, litúrgicos, linguísticos, literários e musicais, além de publicar panegíricos, poemas avulsos e uma série de sermões, discursos e cartas pastorais. Promoveu o vernáculo recomendando seu temperamento com elementos antigos e modernos, e enfatizava a utilidade do conhecimento do latim para um bom uso da língua italiana. Também deixou substancial correspondência, que em anos recentes vem recebendo atenção acadêmica.